# Leonidas (chocolat)
Pour les articles homonymes, voir Léonidas (homonymie).
Leonidas est une marque commerciale déposée de pralines belges, créée en 1913 par Léonidas Kestekides, qui appartient à la société d'industrie agroalimentaire Confiserie Leonidas. Un million de pralines sont confectionnées quotidiennement à Bruxelles, dans deux usines distinctes.
La marque compte, en 2018, 1 350 points de vente dans 40 pays, dont quatre-cents magasins en Belgique et autant en France. La majorité sont en franchise, la vingtaine de magasins en nom propre servant de tests vitrine.

## Histoire
Bruxelles est une des capitales du chocolat, la Belgique étant mondialement connue pour son savoir-faire dans la transformation du cacao en chocolat. Elle acquiert cette réputation à la fin du XIXe siècle.  
En 1900, Leonidas Georges Kestekides (ou Kestekidis, né le 18 juillet 1882 à Niğde en Turquie, mort en 1948) quitte la Grèce pour les États-Unis où il devient pâtissier. Son frère, confiseur en Turquie, lui exporte des fruits confits qu'il enrobe de chocolat. Ses friandises remportent un franc succès, ce qui lui vaut d'être membre de la délégation grecque des États-Unis et de participer en 1910 à l'Exposition universelle et internationale de Bruxelles où il décroche la médaille de bronze pour ses confiseries au chocolat et la médaille d'or pour ses gâteaux. Il tombe amoureux d'une femme belge, Joanna Teerlinck, qu'il épouse en 1912 et s'installe définitivement en Belgique. Le couple ouvre un salon de thé Leonidas à Gand en 1913. En 1922, son neveu Basilio (ou Basile) Kestekides, 19 ans, quitte la Grèce en pleine guerre contre la Turquie et le rejoint : marchand ambulant de confiseries et pralines, il décide de transformer son atelier 58 boulevard Anspach à Bruxelles en magasin, servant directement le passant par une fenêtre à guillotine, marque de fabrique de l'enseigne jusqu'en 2005. 
C'est cette deuxième génération, emmenée par Basilio, qui multiplie les boutiques de chocolats et ouvre l'ère industrielle de Leonidas. La marque s'internationalise avec le développement d'un réseau de franchise exclusive : ouverture du premier point de vente franchisé en Belgique à Aalst en 1966, en France à Lille en 1969 (année de création de la praline Manon Café constituée d'un praliné, d'une noisette, le tout enrobé de sucre fondu). Une nouvelle génération emmenée par Jean Kesdekoglu-Kestekides et ses enfants Maria et Dimitrios développe la marque en Belgique, au Luxembourg, en Allemagne, Hollande, puis aux États-Unis en 1990 et en Asie à la fin des années 1990. 
En 1998, Leonidas est touchée par le scandale de la dioxine, le « Chickengate » (poulets ainsi que leurs œufs contaminés à la dioxine en Belgique, l'entreprise Verkest de Deinze ayant distribué de la graisse contaminée à la dioxine) affectant toute l'industrie alimentaire belge.
En 2007, la marque crée les « Leonidas Chocolates & Café », qui peinent à concurrencer Starbucks.
Le taux de notoriété de la marque atteint 97 % en 2013.

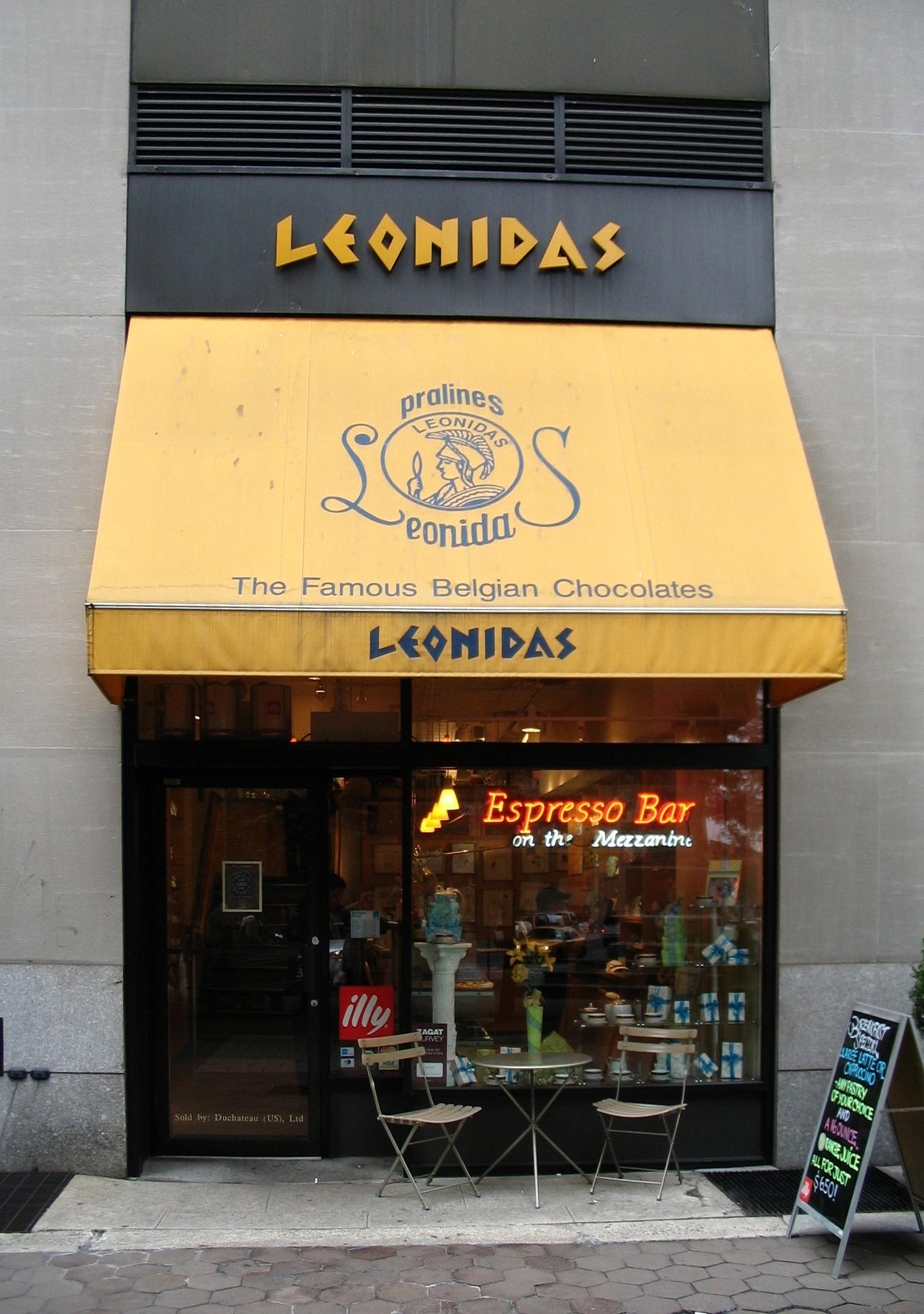
Une boutique Leonidas à Manhattan, New York
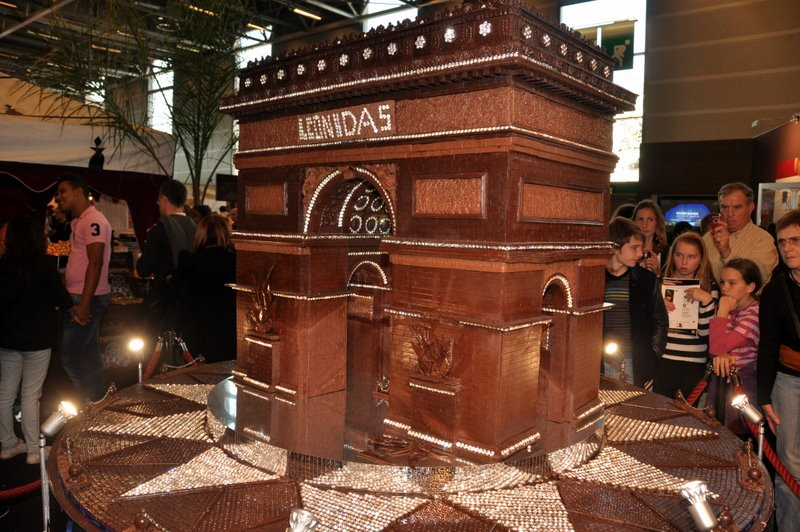
Pièce montée Léonidas à l'édition 2011 du salon du chocolat, à Paris

## La marque
La police de caractère de la marque et le logo (représentant un soldat spartiate) ont été choisis en 1935 par Basilio Kestekides en l'honneur des racines grecques de son oncle Leonidas Georges Kestekides à qui il associe l'effigie du Roi de Sparte, Léonidas Ier qui trouva la mort à la bataille des Thermopyles en se sacrifiant héroïquement avec ses 300 soldats pour permettre la retraite de l'armée grecque en passe d'être anéantie par les Perses.